# 베르그송 구스타부 시우베이라 다 시우바
베르그송 구스타부 시우베이라 다 시우바(포르투갈어: Bergson Gustavo Silveira da Silva, 1991년 2월 9일 ~ )은 흔히 베르그송으로도 불리는 브라질의 축구 선수로, 포지션은 공격수이다. 현재 캄페오나투 브라질레이루 세리이 A의 포르탈레자 EC에서 뛰고 있다. K리그 2011 시즌 수원 삼성 블루윙즈에 입단한 적이 있으며, K리그 챌린지 2015 시즌에는 부산 아이파크에서 뛴 적이 있다. K리그 등록명은 베르손이었다.